# Forge d'Etchauz
La forge d'Etchauz est un ancien établissement sidérurgique, situé dans la vallée des Aldudes, à 1,5 km au sud du bourg de Saint-Étienne-de-Baïgorry, dans la commune du même nom (Pyrénées-Atlantiques). Il fut en activité du milieu du XVIIe siècle à 1785.
Etchauz est également orthographié Échaux, Echaux, Echaos, Echaus, Etchaus, Echeaux, Etchaux ou Etxauz.
Au XVIIIe siècle, la forge d'Etchauz était appelée forge de Baïgorry.

## Histoire de la forge d'Etchauz
En 1640, Louis XIII autorisa le vicomte d'Echaux, sénéchal de Béarn, à exploiter des mines de fer ainsi qu'à construire « une forge pour fondre le fer ». L'existence même de cette forge n'est pas attestée par les documents connus.
À la fin du XVIIe siècle, le marquis de Barbézieux, secrétaire à la Guerre de Louis XIV, fit élever un haut-fourneau et créa une fonderie pour la production de bombes et de boulets, qui furent utilisés par les armées de Louis XIV dans leurs opérations en Espagne.
Au milieu du XVIIIe siècle, la forge d'Etchauz était devenue une fonderie de canons, qui fournissait aussi bien la Marine royale que les armateurs privés. Par exemple, selon un contrat de 1741, le vicomte d'Etchauz s'engagea à livrer 1 200 canons dans l'espace de quatre années à des armateurs bayonnais. 
La forge fut particulièrement active pendant la guerre de Sept Ans (1756-1763). 
Un inspecteur d'artillerie de la Marine surveillait sur place les opérations :
- en 1767-1768 : André Fougeroux de Secval (1739-1819), lieutenant d'artillerie de marine ;
- de janvier 1768 à novembre 1769 : Bertrand, marquis d'Antin de Saint-Pée (1741-1792), lieutenant-colonel de marine et lieutenant de vaisseau.

Les exploitants de la forge furent en permanence confrontés au problème du combustible, le charbon de bois. Un établissement concurrent, la fonderie de cuivre de Baïgorry (mines de cuivre de Banca), était également un gros consommateur de bois au milieu du XVIIIe siècle. Or, les bois abattus étaient rarement remplacés par de jeunes plants, les hêtres étaient coupés à plus d'un mètre de hauteur, ce qui empêchait les rejets, et des troupeaux de chèvres détruisaient les jeunes arbres. En 1755, eut lieu un partage des bois de la vallée des Aldudes (ou vallée de Baïgorry), entre les deux établissements métallurgiques. L'épuisement des bois de la vallée provoqua une disette de charbon de bois, qu'il fallait chercher de plus en plus loin, si bien que le haut-fourneau s'éteignit, sans doute en 1768, et donc la fabrication des canons.
Une petite forge de réduction directe fonctionna jusqu'en 1785, année de la mort du vicomte d'Etchauz.

## Les opérations métallurgiques
La première forge (seconde moitié du XVIIe siècle), sur laquelle aucun détail n'est connu, pratiqua probablement la réduction directe du minerai de fer en suivant le procédé utilisé en Navarre.
Le haut-fourneau effectuait deux campagnes de quatre mois chaque année. Chaque campagne consommait 300  à   400 tonnes de charbon et 500 tonnes de minerai de fer. La main-d'œuvre qualifiée était principalement recrutée en Périgord ; elle se composait de 4 fondeurs, 3 chargeurs, 5 mouleurs et 7 cubeurs. De nombreux charbonniers, mineurs et muletiers originaires de la vallée ou des environs approvisionnaient la forge en charbon et en minerai.
Le minerai provenait en grande partie de la mine d'Oustéléguy, sur le territoire de la commune de Saint-Étienne-de-Baïgorry. Il s'agissait de minerai de fer spathique, c'est-à-dire du carbonate de fer ou sidérite, qui comportait une petite proportion de manganèse.
Les canons de la forge d'Etchauz étaient réputés. Ils étaient plus légers que les autres, car exigeant moins de fonte, et plus solides, qualités très appréciées dans la marine, car l'explosion d'un canon dans un entrepont avait des effets dévastateurs. Les canons étaient moulés et tournés à la forge, puis transportés à Bayonne par de mauvais chemins. Les canons fabriqués à la forge d'Etchauz étaient de quatre calibres : 6, 8, 10 et 12. 
Après l'arrêt du haut-fourneau, le minerai de fer était traité dans un fourneau de réduction directe, très probablement construit sur le modèle navarrais, avec des soufflets. Le fer obtenu était ensuite travaillé au martinet. La forge d'Etchauz employait alors sept ouvriers.

## Patrimoine industriel
Le haut-fourneau est le seul vestige de la forge d'Etchauz encore existant. Il s'agit d'une masse presque cubique, caractéristique d'un haut-fourneau du XVIIIe siècle, et ne comportant qu'une seule tuyère. La cuve intérieure est de section carrée.